# Turbulente Strömung

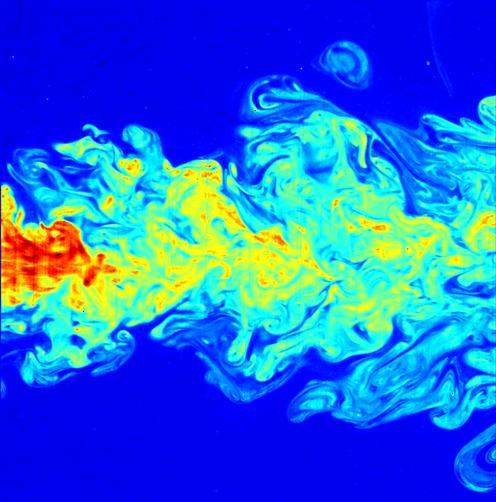
Momentaufnahme der Simulation einer turbulenten Strömung

Die turbulente Strömung (lateinisch turbare ‚drehen‘, ‚beunruhigen‘, ‚verwirren‘) ist die Bewegung von Fluiden, bei der Verwirbelungen in einem weiten Bereich von Größenskalen auftreten. Diese Strömungsform ist gekennzeichnet durch ein dreidimensionales Strömungsfeld mit einer zeitlich und räumlich scheinbar zufällig variierenden Komponente. Den räumlichen Aspekt verdeutlicht nebenstehendes Bild, den zeitlichen z. B. das Rauschen des Windes.
Turbulenz führt zu verstärkter Durchmischung und infolge zu effektiv erhöhten Diffusionskoeffizienten. Bei großräumiger Turbulenz ist der Beitrag der molekularen Diffusion vernachlässigbar. Die Vermischung betrifft auch die innere Energie (Wärmetransport) und den Impuls.
Der Druckverlust eines durch ein Rohr strömenden Fluids beruht auf der Diffusion des Impulses zur Rohrwandung und ist bei turbulenter Strömung größer als bei laminarer Strömung. Die Verwirbelung entsteht durch den Geschwindigkeitsunterschied der Strömung in Rohrmitte gegenüber der Strömung nahe der Wandung. Mit steigendem Durchfluss nimmt die Intensität der Turbulenz zu und der Druckverlust erhöht sich annähernd mit der zweiten Potenz.

## Eigenschaften
Turbulente Strömungen sind durch folgende Eigenschaften gekennzeichnet:
1. ausgeprägte Selbstähnlichkeit („Skalierung“) bei Mittelwertbildung bezüglich Länge und Zeit, mit großer Ausdehnung zulässiger Längen- und Zeitskalen,
2. ungeordnete und schwer vorhersagbare raumzeitliche Struktur,
3. empfindliche Abhängigkeit von Anfangsbedingungen,
4. empfindliche Abhängigkeit von Randbedingungen.

Beispiel zu (1): Ein Wirbelsturm ist mehrere Kilometer groß, während die kleinsten in ihm enthaltenen Wirbel kleiner als ein Millimeter sind.
Beispiel zu (2): Die Windgeschwindigkeit nahe der Erdoberfläche schwankt sehr stark und ist schwer vorhersagbar, wenn topografische Unregelmäßigkeiten Turbulenzen hervorrufen. Vor der Errichtung einer Windkraftanlage werden daher in der Regel Windgutachten auf Grundlage lokaler Messungen erstellt.
Beispiel zu (3): Die turbulente Strömung zwischen Strahl und Wand im Wandstrahl-Kippglied gibt den Impuls in den langsamen Teil der Grenzschicht weiter und lässt ihn abströmen, was den Strahl an der Wand hält (Coanda-Effekt).
Beispiele zu (4): Schnee auf einer Tragfläche dämpft die großräumige Turbulenz in der Ablöseblase und führt zu Strömungsabriss schon bei geringeren Anstellwinkeln. Riblets auf Oberflächen können in turbulenter Strömung den Reibungswiderstand verringern, ebenso die Dimples genannten kleinen Vertiefungen auf der Oberfläche von Golfbällen.
Turbulenz kann folgendermaßen definiert werden:
- Zufälligkeit des Strömungszustandes: nicht vorhersagbare Richtung und Geschwindigkeit (praktisch nicht vorhersagbar, statistisch dagegen schon: siehe „deterministisches Chaos“)
- Diffusivität: starke und schnelle Durchmischung („Konvektion“, „Verwirbelung“), im Gegensatz zur langsameren molekularen Diffusion
- Dissipation: kinetische Energie wird auf allen Skalen fortgesetzt in Wärme umgewandelt und teilt sich aus den Skalen größerer Ausdehnung (größere „Eddies“) in hierarchischer Weise in kleinere Elemente auf („Energiekaskade“, s. u.). Turbulenter Fluss bleibt also nur erhalten, wenn von außen Energie zugeführt wird.
- Nichtlinearität: der laminare Fluss wird instabil, wenn die Nichtlinearitäten an Einfluss gewinnen. Mit zunehmender Nichtlinearität kann eine Sequenz verschiedener Instabilitäten auftreten, bevor sich „volle Turbulenz“ ausbildet.

## Entstehung
Zur Darstellung des Unterschiedes zwischen laminarer Strömung und turbulenter Strömung hat der Physiker Osborne Reynolds im Jahr 1883 einen Färbeversuch einer Wasserströmung in einer Rohrleitung vorgenommen und festgestellt, dass sich die Verwirbelung in der Rohrleitung erst ab einer Grenzgeschwindigkeit einstellen kann. Als Beurteilungskriterium wird hierzu die Reynolds-Zahl Re angewandt.

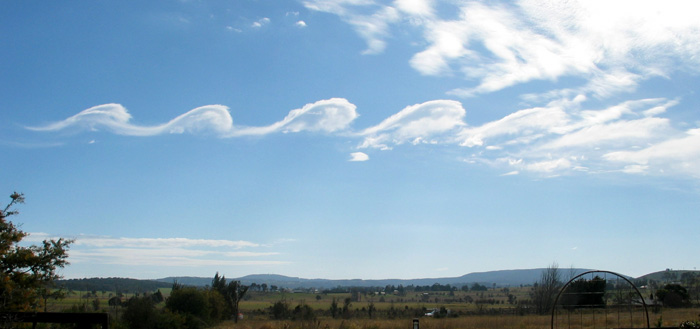
Kelvin-Helmholtz-Wirbel in der Atmosphäre hinter dem Monte Duval, Australien

Die Lineare Stabilitätstheorie beschäftigt sich mit dem Umschlag – auch Transition – laminarer Strömungen in turbulente Strömungen. Sie betrachtet dazu das Anwachsen wellenförmiger Störungen mit kleiner Amplitude, d. h. das Anwachsen der Tollmien-Schlichting-Wellen aufgrund der Kelvin-Helmholtz-Instabilität.
Turbulenz kann auch durch spezielle Formgebung bewirkt werden, etwa in statischen Mischern oder durch die Dimples genannten kleinen Vertiefungen auf der Oberfläche von Golfbällen.

## Beschreibung
Um turbulente Strömungen zu beschreiben, zerlegt man die Feldgrößen wie die Geschwindigkeit und den Druck additiv in einen gemittelten Term, der von einer statistischen Fluktuation überlagert wird (Reynoldsche Zerlegung):
{\displaystyle u(x,t)={\overline {u(x)}}+u'(x,t)}
Dabei handelt es sich bei der gemittelten Größe {\displaystyle {\overline {u(x)}}} um den zeitlichen Mittelwert.
Setzt man diese Zerlegung in die Navier-Stokes-Gleichungen ein, so erhält man zur Beschreibung von turbulenten Strömungen die Reynolds-Gleichungen, die allerdings die Reynoldsspannungen als zusätzliche Unbekannte enthalten. Da man nun mehr Unbekannte als Gleichungen hat, werden Schließungsansätze benötigt, um das System zu lösen. Dabei haben unterschiedliche Schließungsansätze (z. B. der Ansatz von Boussinesq und die Prandtlsche Mischungsweghypothese) zu verschiedenen Turbulenzmodellen geführt (z. B. zum {\displaystyle k{\text{-}}\epsilon }-Turbulenzmodell).
Turbulente Strömungen kann man in isotrope Turbulenz, homogene Turbulenz und Scherturbulenz klassifizieren, die jeweils bestimmte charakteristische Merkmale aufweisen. Da turbulente Strömungen mathematisch schwierig zu beschreiben sind, bezieht man sich zu ihrer Charakterisierung häufig auf die idealisierte Strömungsformen isotrope und homogene Turbulenz, da sich in diesen Fällen die Reynoldsgleichungen weiter vereinfachen. In der Praxis tritt oft die Scherturbulenz auf, z. B. in der Grenzschicht an der Oberfläche stromlinienförmiger Körper.
Wie schwierig, vielfältig und wenig verstanden die Turbulenz ist, zeigt folgendes Zitat:

„Wenn ich in den Himmel kommen sollte, erhoffe ich Aufklärung über zwei Dinge: Quantenelektrodynamik und Turbulenz. Was den ersten Wunsch betrifft, bin ich ziemlich zuversichtlich.“

## Energiekaskade
Lewis Fry Richardson legte 1922 die Grundlage für die weitere Turbulenzforschung, indem er die heutige Vorstellung dieses Phänomens begründete. Nach seiner wegweisenden Interpretation wird bei einer turbulenten Strömung die Energie auf großer Skala zugeführt, durch den Zerfall von Wirbeln durch alle Skalen hindurch transportiert (sog. Inertialbereich) und bei kleinsten Skalen in Wärme dissipiert. Dies wird als Energiekaskade bezeichnet.
Die Theorie der Turbulenz wurde von Andrei Nikolajewitsch Kolmogorow in seinen Arbeiten von 1941 und 1962 wesentlich vorangetrieben, als er das Skalenargument von Richardson durch eine Ähnlichkeitshypothese statistisch auswerten und damit für den Inertialbereich das Kolmogorov-5/3-Gesetz herleiten konnte. Nach diesem hängt die spektrale Leistungsdichte {\displaystyle P(k)} mit einem Exponenten von −5⁄3 von der Kreiswellenzahl k ab:
{\displaystyle P(k)\sim k^{-{\frac {5}{3}}}}
Auch der dissipative Bereich ist nach Kolmogorow benannt und wird als Mikroskala von Kolmogorow bezeichnet.

## Weitere Beispiele
- Wirbel und Strudel in Flüssen

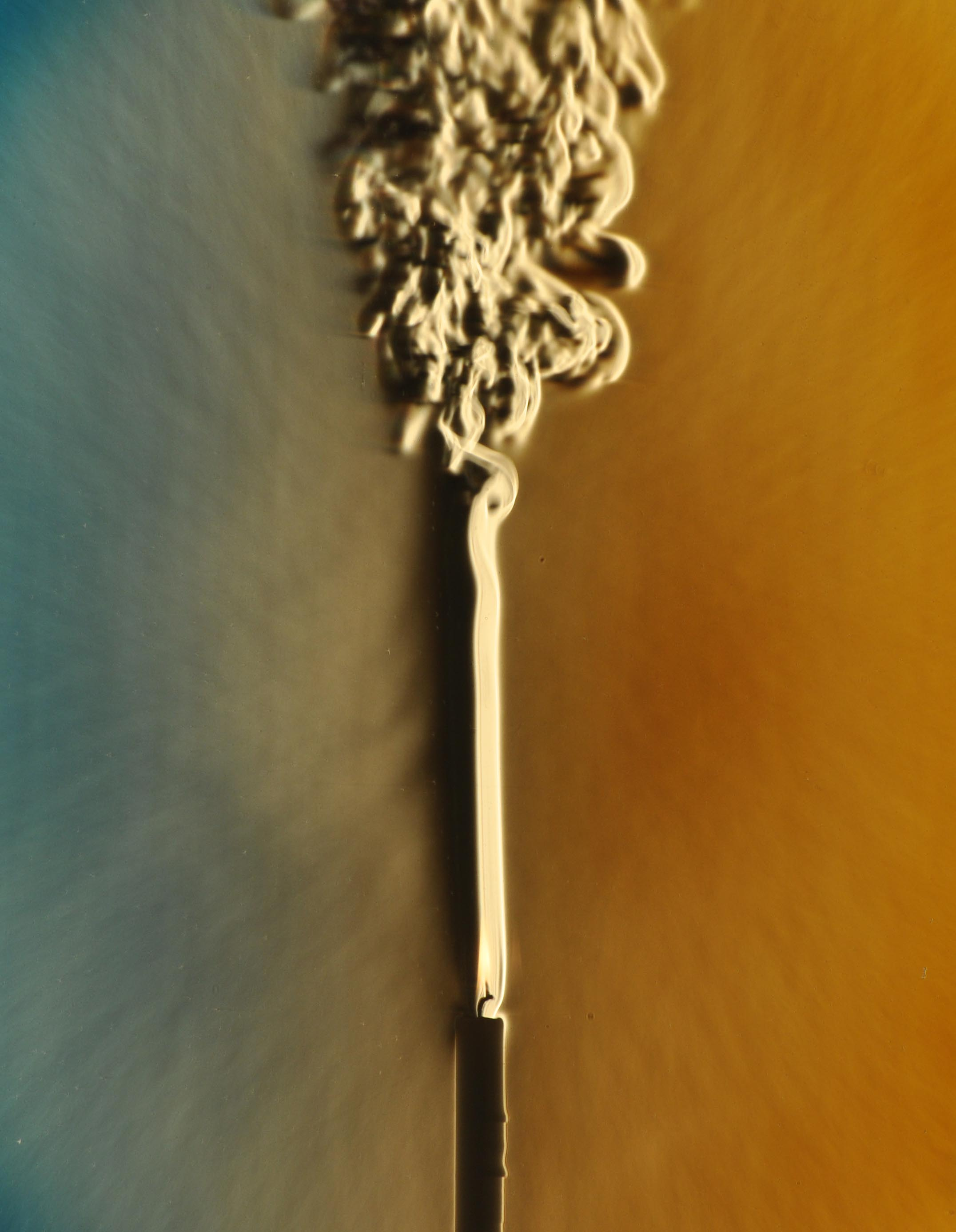
Schlierenfotografie einer Kerze

- der Rauch einer Zigarette in einer ruhenden Umgebung zeigt anfänglich eine laminare (Schicht-)Strömung, die nach einer bestimmten Steighöhe dann deutlich sichtbar turbulent wird
- die Milch im Kaffee mischt sich ebenfalls mit einer turbulenten Strömung, wohingegen die Mischung zweier Farben meist einer laminaren Mischung durch molekulare Diffusion entspricht
- das Dampf/Wasser-Gemisch in den Bohrungen des Metallblocks einer Siedekühlung